# San Juan (De Baleariske Øer)
 For alternative betydninger, se San Juan. (Se også artikler, som begynder med San Juan)
San Juan (catalansk: Sant Joan) er en by og kommune i det østlige Spanien på øen Mallorca i provinsen De Baleariske Øer. Den har et indbyggertal på 2.228 (2024) indbyggere.